# Cinema Paradiso
Cinema Paradiso (titlul original: în italiană Nuovo Cinema Paradiso, pronunție în italiană [ˈnwɔːvo ˈtʃiːnema paraˈdiːzo]) (1988) este un film dramatic regizat de Giuseppe Tornatore, produs de Franco Cristaldi și Giovanna Romagnoli, cu o coloană sonoră compusă de Ennio Morricone și fiul său, Andrea. În rolurile principale joacă Jacques Perrin, Philippe Noiret, Leopoldo Trieste, Marco Leonardi, Agnese Nano și Salvatore Cascio. A câștigat Premiul Oscar pentru cel mai bun film străin în 1990.
Relatată în mare parte din amintirile din copilărie ale lui Salvatore, un regizor de succes, filmul spune și povestea întoarcerii acestuia în satul său natal din Sicilia, pentru înmormântarea vechiului său prieten, Alfredo, proiecționistul de la "Cinema Paradiso". În cele din urmă, Alfredo este ca un tată care îl îndrumă pe micul băiat să ajungă cineva de succes, chiar dacă asta i-ar frânge inima în tot acest timp.
Văzut ca un exemplu de "nostalgie postmodernistă", filmul combină sentimentalitatea cu comedia, nostalgia cu pragmatismul. Printre temele explorate se află tinerețea, îmbătrânirea, și cugetări la maturitate despre trecut. Scenele reflectă memoriile copilăriei ideale ale lui Salvatore. Cinema Paradiso este și un omagiu adus cinematografiei; ca proiecționist, tânărul Salvatore (Totò) dezvoltă o pasiune pentru filme, iar asta îi va desena drumul spre maturitate.

## Rezumat
În Roma anilor '80, faimosul regizor italian Salvatore Di Vita se întoarce acasă seara târziu, unde prietena sa îi spune că mama lui a sunat pentru a-l anunța că un anume Alfredo a murit. Salvatore a fugit mereu de relații serioase și nu a mai fost în satul său natal, Giancaldo, din Sicilia, de 30 de ani. În timp ce prietena sa îl întreabă cine este acest Alfredo, Salvatore își aduce aminte de copilărie.
La puțin timp după cel de-al Doilea Război Mondial; Băiețelul de șase ani Salvatore este fiul neastâmpărat și inteligent al unei văduve de război. Poreclit Toto, el își descoperă pasiunea pentru filme prin petrecerea fiecărei clipe libere la cinematograful Cinema Paradiso. Cu toate că la început nu se înțeleg mai deloc, el începe să se împrietenească cu proiecționistul Alfredo, o figură paternă, care îl remarcă pe băiat și îl lasă des să se uite la filme din camera de proiecție. În timpul spectacolelor, audiența poate fi auzită când huiduie în momentele în care există scene lipsă, iar filmul sare peste momentele critice, cum ar fi săruturile sau îmbrățișările romantice. Preotul local a ordonat ca aceste scene să fie înlăturate, iar acestea sunt stocate lângă camera de proiecție. La început, Alfredo îl consideră pe Toto un mic gândăcel, dar, în cele din urmă, îl învață cum să opereze aparatul de proiecție.
Montajul se încheie după ce cinematograful ia foc (pelicula de azot se folosea des pe atunci), în timp ce Alfredo ecraniza Pompierii de la Viggiù peste program, pe peretele unei case din apropiere. Salvatore îi salvează viața lui Alfredo, dar unele dintre pelicule inflamabile îi ard chipul lui Alfredo, lăsându-l permanent orb. Cinema Paradiso este reconstruit de un cetățean al orașului, Ciccio, care își investește banii câștigați la loto în cinematograf. Salvatore, încă un copil, este angajat ca proiecționist, de vreme ce el este singurul care știe cum să opereze aparatul de proiecție.
Zece ani mai târziu, Salvatore, acum la liceu, încă operează aparatul la Cinema Paradiso. Relația sa cu Alfredo s-a întărit, iar Salvatore îi cere des sfaturi — sfaturi pe care Alfredo le citează din filme. Salvatore a început să experimenteze prin film, folosind o cameră de filmat de mână, prin care a cunoscut-o și imortalizat-o pe Elena, fiica unui bancher înstărit. Salvatore îi câștiga inima Elenei, dar tatăl ei nu este de acord cu relația celor doi.
Elena și familia ei se mută, iar Salvatore părăsește orașul pentru serviciul militar obligatoriu. Încercările sale de a-i scrie Elenei nu au succes; scrisorile sale se întorc ca nelivrabile. La întoarcerea din armată, Alfredo îl îndeamnă pe Salvatore să părăsească Giancaldo permanent, spunându-i lui Salvatore că orașul acesta este prea mic pentru ca el să își împlinească vreodate visurile aici. Mai mult, bătrânul îi spune ca, odată plecat, să își urmărească mereu scopurile și să nu se uite niciodată înapoi. Se îmbrățișează pentru o ultimă dată, iar Salvatore părăsește orașul pentru a-și îndeplini visul, acela de a deveni cineast.
Însă, Salvatore se întoarce acasă pentru a participa la înmormântare. Cu toate că orașul s-a schimbat serios, el înțelege acum de ce Alfredo a crezut că este mai bine să plece. Văduva lui Alfredo îi spune că bătrânul i-a urmărit succesul lui Salvatore cu mândrie, și că i-a lăsat ceva — o rolă neetichetată de peliculă și vechiul scaun pe care Salvatore stătea odată pentru a opera aparatul de proiecție. Salvatore află că Cinema Paradiso urmează să fie demolat pentru a face loc unei parcări. La înmormântare, el recunoaște fețele multora care participau la spectacolele de pe vremea când el era operatorul aparatului de proiecție.
Salvatore se întoarce la Roma. El vizionează rola lăsată de Alfredo și descoperă un montaj foarte special, care conține toate scenele romantice ordonate de preot să fie înlăturate; Alfredo a unit toate scenele pentru a forma un singur film. Salvatore se împacă cu trecutul.

## Distribuție
- Philippe Noiret în rolul lui Alfredo
- Salvatore Cascio în rolul lui Salvatore (copil)
- Marco Leonardi în rolul lui Salvatore (adolescent)
- Jacques Perrin în rolul lui Salvatore (adult)
- Antonella Attili în rolul Mariei (tânără)
- Enzo Cannavale în rolul lui Spaccafico
- Isa Danieli în rolul Annei
- Pupella Maggio în rolul Mariei (bătrână)
- Agnese Nano în rolul Elenei Mendola (adolescentă)
- Leopoldo Trieste în rolul Părintelui Adelfio
- Nino Terzo în rolul tatălui lui Peppino
- Giovanni Giancono în rolul Primarului

## Producție
Cinema Paradiso a fost turnat în orașul natal al lui Tornatore, Bagheria, din Sicilia, precum și în Cefalù, pe malul Mării Tireniene. Piața centrală faimoasă este Piazza Umberto I, din satul Palazzo Adriano, la aproximativ 46 de kilometri-sud de Palermo. ‘Cinema Paradiso’ a fost construit acolo, pe Via Nino Bixio, peste drum de fântâna octagonală în stil Baroc, care datează din anul 1608.

## Recepție
Cinema Paradiso a fost un succes atât critic, cât și la box-office, și este considerat de mulți ca fiind un film clasic. A rămas în istorie mai ales pentru montajul cu 'scenele de sărut' de la final. Premiul Oscar pentru cel mai bun film străin în 1990, filmul este des creditat ca fiind cel care a reînviat industria cinematografică a Italiei, care a produs mai târziu Mediterraneo și Life Is Beautiful. Criticul de film Roger Ebert i-a acordat trei stele și jumătate din patru.
Site-ul web Rotten Tomatoes arată că 90% dintre criticii de film i-au acordat o recenzie pozitivă, cu o notă în medie de 8/10. Filmul are un rating de 80 (bazat pe 20 de recenzii) pe site-ul Metacritic. Filmul a fost clasat pe locul 27 în ierarhia "Cele Mai Bune 100 de Filme ale Cinematografului Mondial" a celor de la Empire, în anul 2010.

## Legături externe
- Site web oficial
- Nuovo cinema Paradiso la Internet Movie Database
- Cinema Paradiso la Allmovie
- Cinema Paradiso la Rotten Tomatoes